# Isla de Atlasov
La isla de Atlásov o Atlásova (del ruso: Остров Атласова); en japonés: Oyakoba, アトラス島 es una pequeña isla deshabitada del archipiélago de las islas Kuriles localizada en aguas del mar de Ojotsk, frente a la punta meridional de la península de Kamchatka. Tiene una superficie de 119 km² y pertenece al grupo de las Kuriles septentrionales. La isla de Atlásov es una isla volcánica — un estratovolcán, también llamado Atlásov, Uyajuzhach, Oyakoba o Alaid—, cuyo cono, casi perfecto, alcanza los 2339 m s. n. m. (metros sobre el nivel del mar). Al sureste se encuentran las islas Shumshu y Paramushir del mismo grupo de las Kuriles septentrionales. Es esencialmente el cono del volcán submarino Alaid que sobresale sobre el Mar de Ojotsk. Numerosos conos piroclásticos salpican los flancos inferiores del volcán de andesita basáltica a basáltica, sobre todo en los lados Noroeste y Sureste, incluido un cono en el mar formado durante la erupción de 1933–34. La última erupción está datada en 2022.

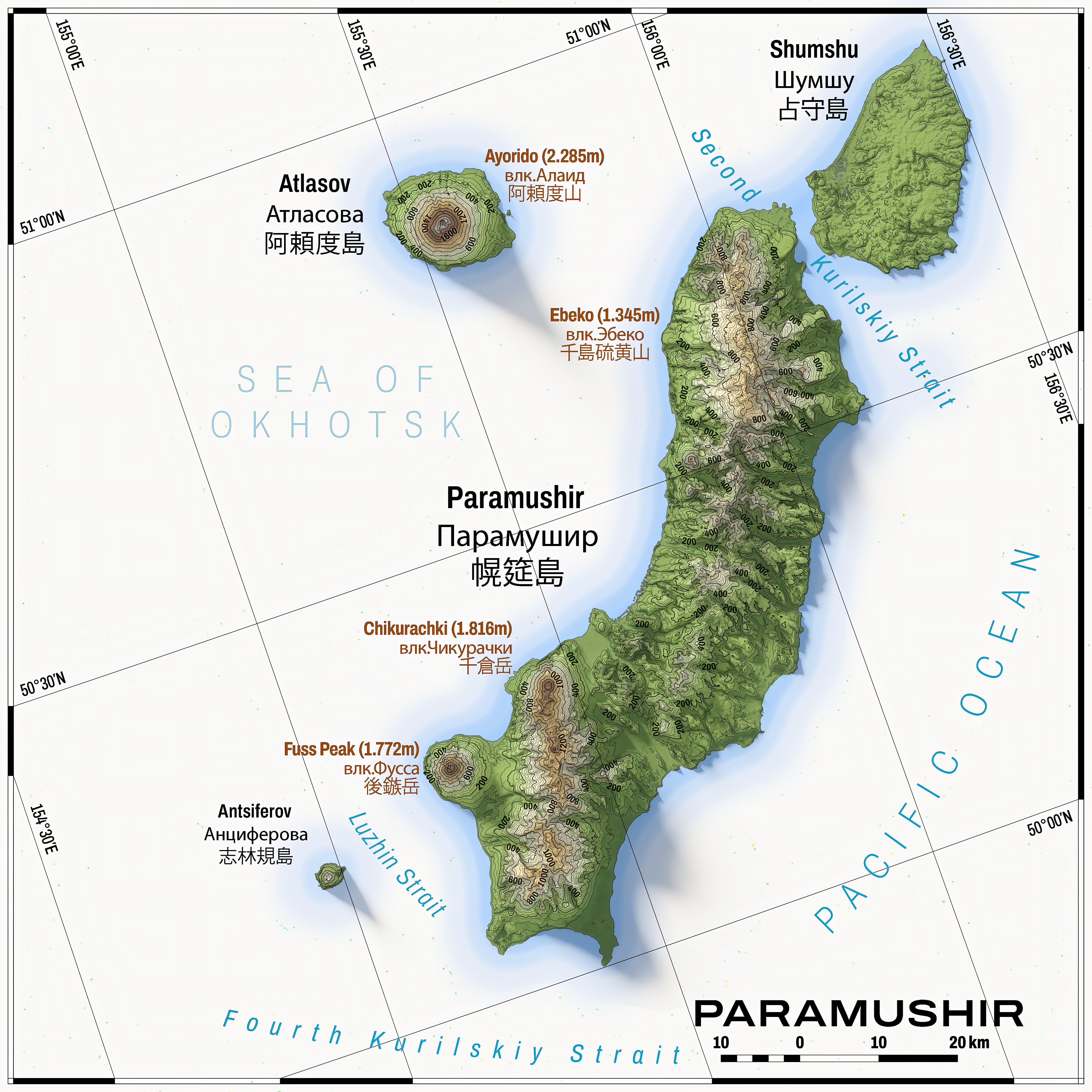
Mapa mostrando la posición de la Isla de Atlasov

Los pueblos de la región, como los Itelmens y Kuril Ainu, imaginaron curiosas leyendas sobre tan cuasi perfecto volcán. El científico ruso Stepán Krashenínnikov (1711-1755) escuchó la historia de que una vez fue una montaña dentro de la península de Kamchatka, pero su belleza suscitó la envidia de las montañas vecinas que terminaron por echarla al mar, dejando en su lugar anterior el lago Kuril. Geográficamente, esta historia tiene cierto sentido si se considera que después de la última Edad de Hielo, la mayoría de los casquetes polares se derritieron elevándose el nivel del mar en todo el mundo y posiblemente sumergiendo el puente terrestre entre el volcán y el continente. 
La isla lleva el nombre de Vladímir Atlásov, aventurero ruso que a fines del siglo XVII y comienzos del XVIII exploró para el Imperio ruso la península de Kamchatka y aledaños años antes de organizarse la primera expedición a Kamchatka. Tras la cesión de las Islas Kuriles a Japón por el Tratado de San Petersburgo de 1875, Oyakoba, como la llaman los japoneses, pasó a ser la isla más septentrional del Imperio japonés. Su atractivo la convirtió en objeto de la poesía haiku, del arte ukiyo-e, etc. Ito Osamu (1926) describe el volcán como de forma mejor perfilada que la del monte Fuji. 
Tras la Segunda Guerra Mundial quedó en manos de la Unión Soviética, y hoy es parte del óblast de Sajalín en la Federación Rusa. 